# Renault 4CV
Renault 4CV – samochód osobowy produkowany przez francuską firmę Renault w latach 1947–1961.
Dostępny był jako 4-drzwiowy fastback. Do napędu używano silnika R4 o pojemności 0,7 l. Moc przenoszona była na oś tylną. Samochód wyposażono w 3-biegową manualną skrzynię biegów.

## Historia i opis samochodu
Był to tani samochód po II wojnie światowej dla każdego, zainspirowany „Garbusem” niemieckiego Volkswagena, który jako pierwszy model we Francji sprzedał się w liczbie większej niż milion egzemplarzy.
W roku 1946 zaprezentowano prototyp opracowany jeszcze w czasie wojny: Renault 4CV – czterodrzwiową limuzynę z silnikiem z tyłu (pojemność 747 cm³) i trzybiegową przekładnią. Przednia para drzwi była otwierana „pod wiatr”.
Pierre Lefaucheux chciał nadać temu samochodowi jedną spośród tych trzech nazw: Régine, Réginette albo Régiquatre, ale pracownicy z fabryki nazwali go 4CV. Pierwszy Renault 4CV opuścił linię montażową 12 sierpnia 1947 roku. Samochód cieszył się popularnością (do 1961 r. wyprodukowano aż 1 105 547 egzemplarzy). Sprzedawany był także w USA, gdzie był ceniony za wyjątkową ekonomikę eksploatacji (lepszą nawet od Volkswagena), chociaż oceniany był jako zbyt mały. W USA w ankiecie „Popular Mechanics” 59% oceniało go jako doskonały.

## Dane techniczne

### Silnik
- R4 0,7 l (747 cm³), 2 zawory na cylinder, OHV
- Średnica × skok tłoka: 54,50 × 80,00 mm
- Stopień sprężania: 7,25:1
- Moc maksymalna: 21 KM (15,7 kW) przy 4100 obr./min
- Maksymalny moment obrotowy: 45 N·m przy 2000 obr./min

### Osiągi
- Przyspieszenie 0-100 km/h: b.d.
- Prędkość maksymalna: 95 km/h

## Galeria

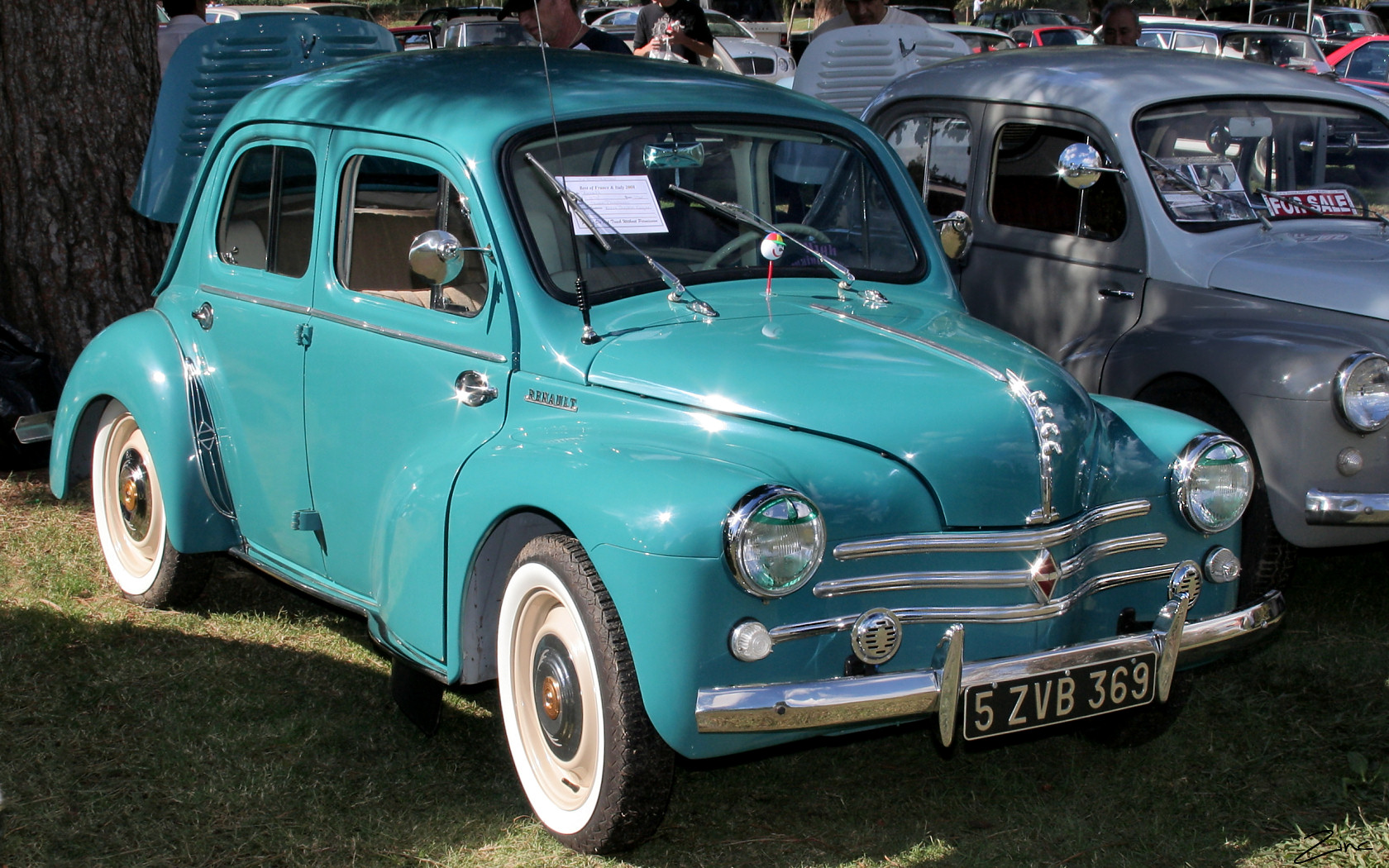
Renault 4CV
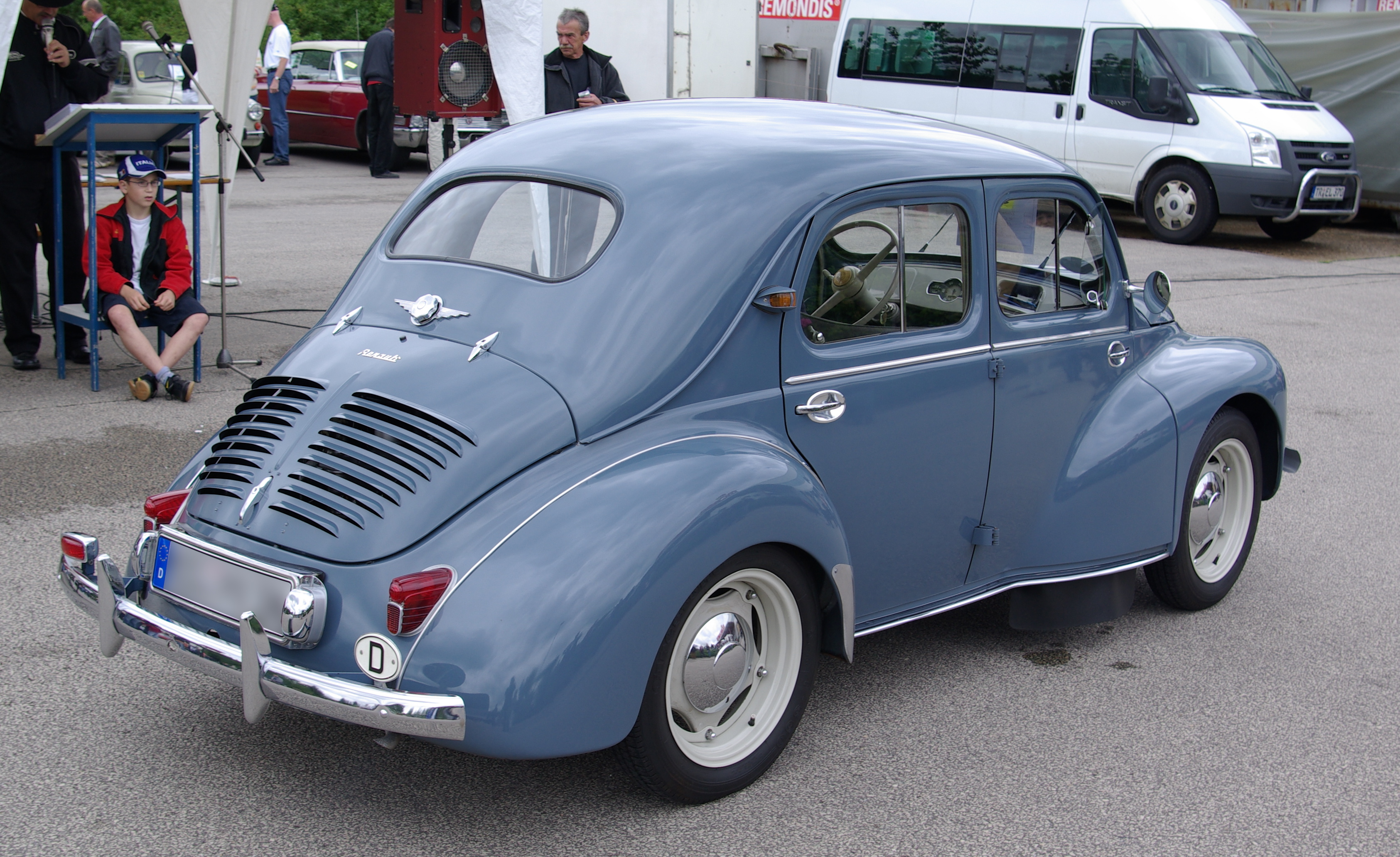
Renault 4CV – tył pojazdu, widoczne szczeliny wentylacyjne silnika
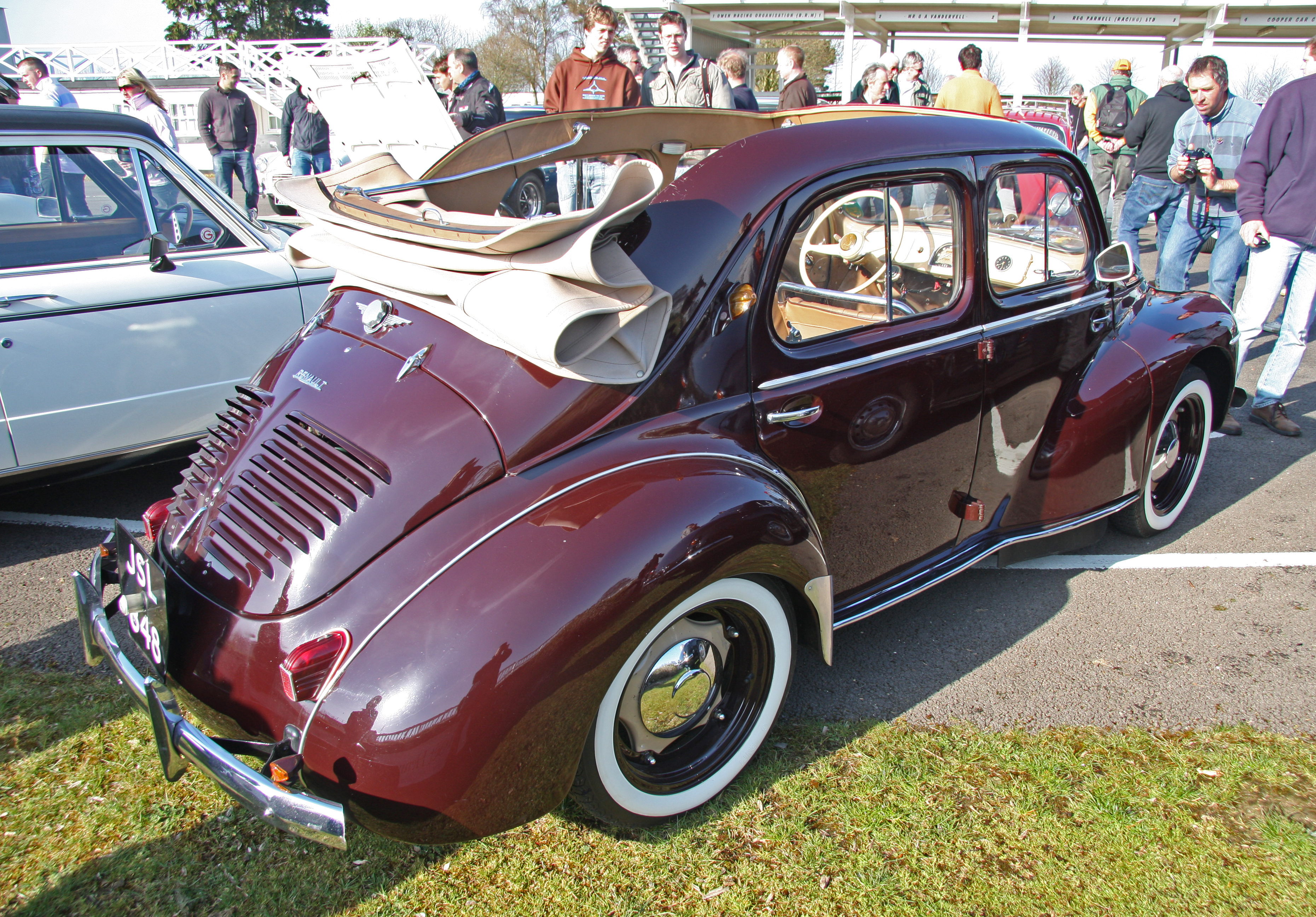
Renault 4CV découvrable (kabriolet)
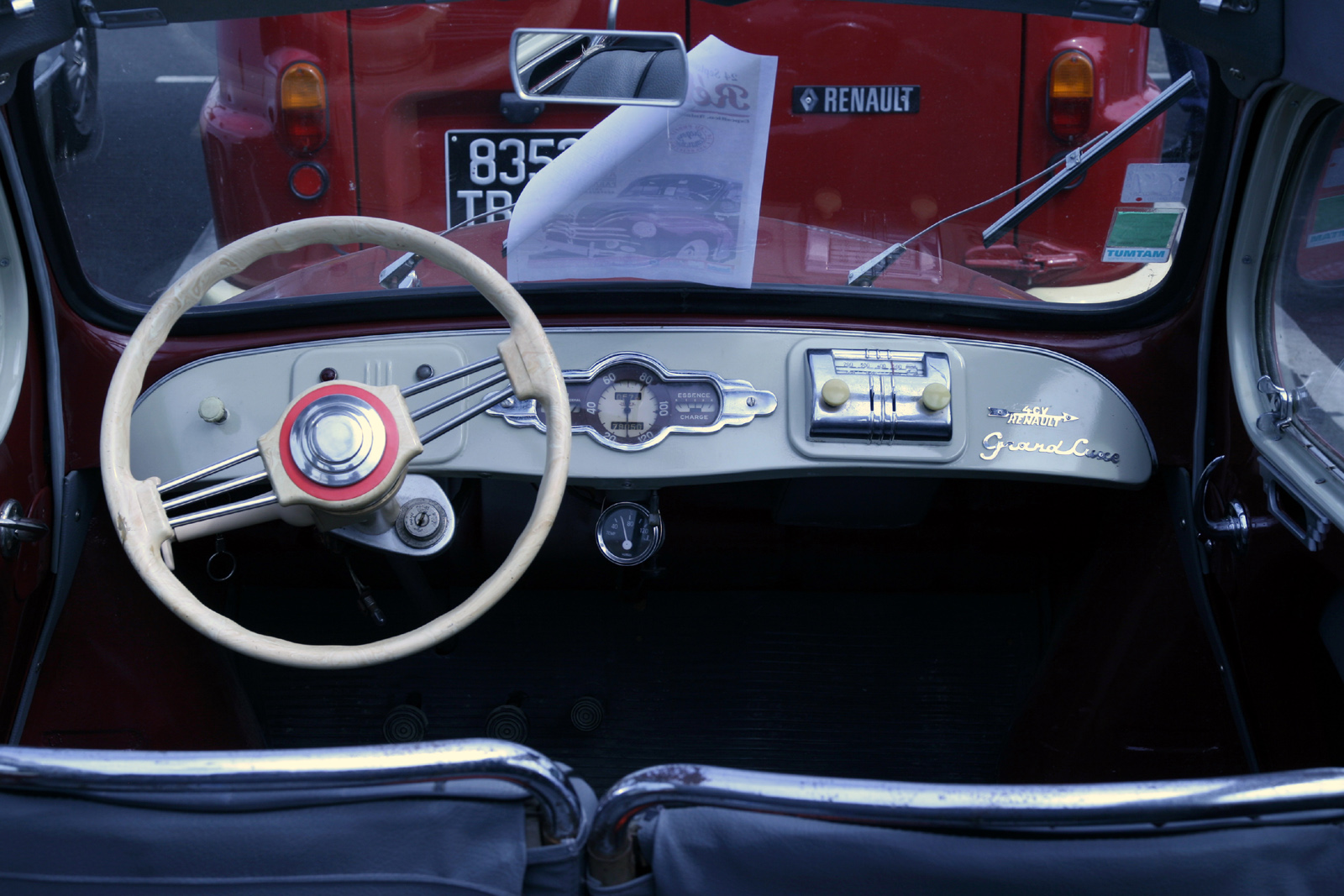
Deska rozdzielcza
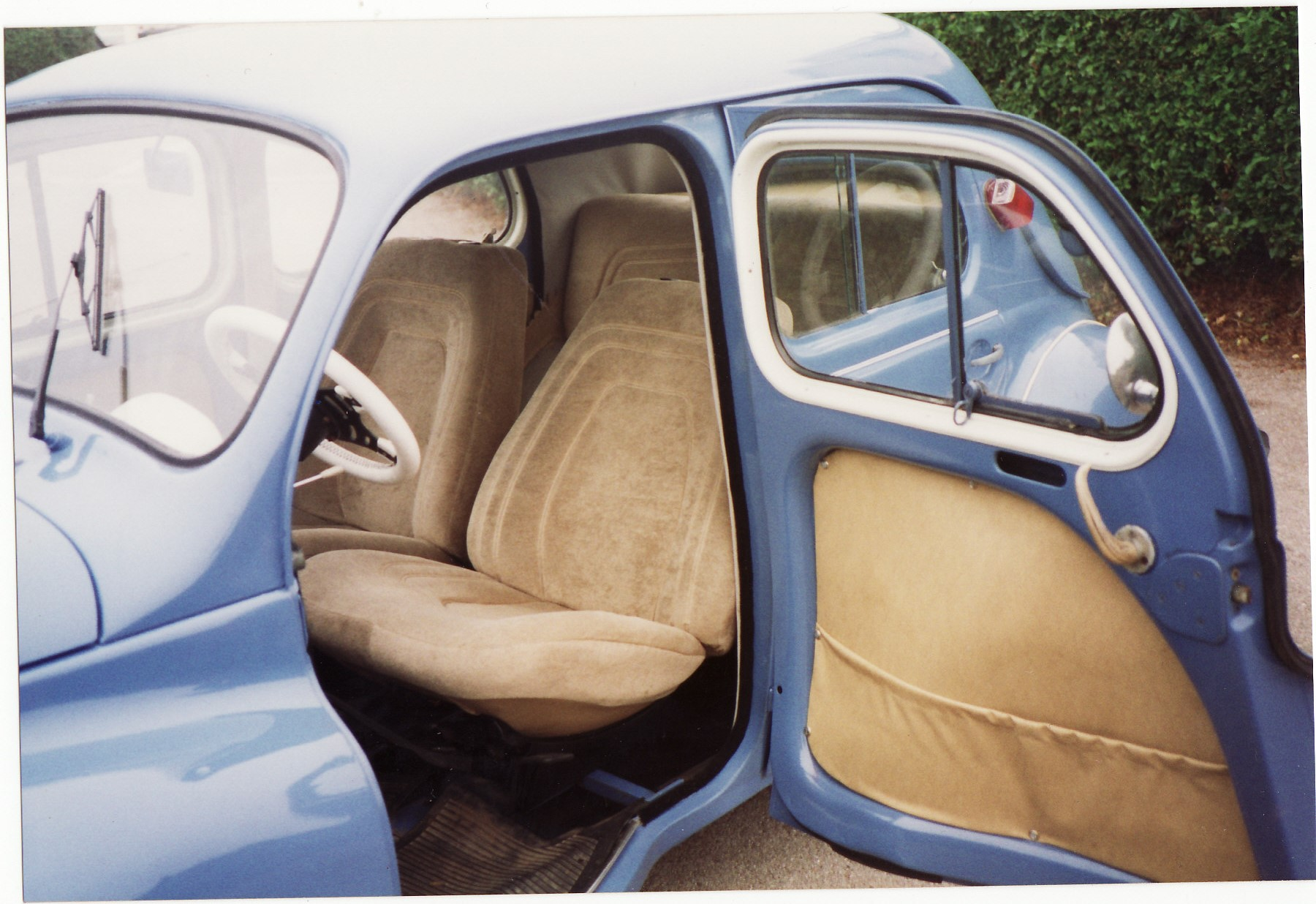
Przednie drzwi otwierane „pod wiatr”
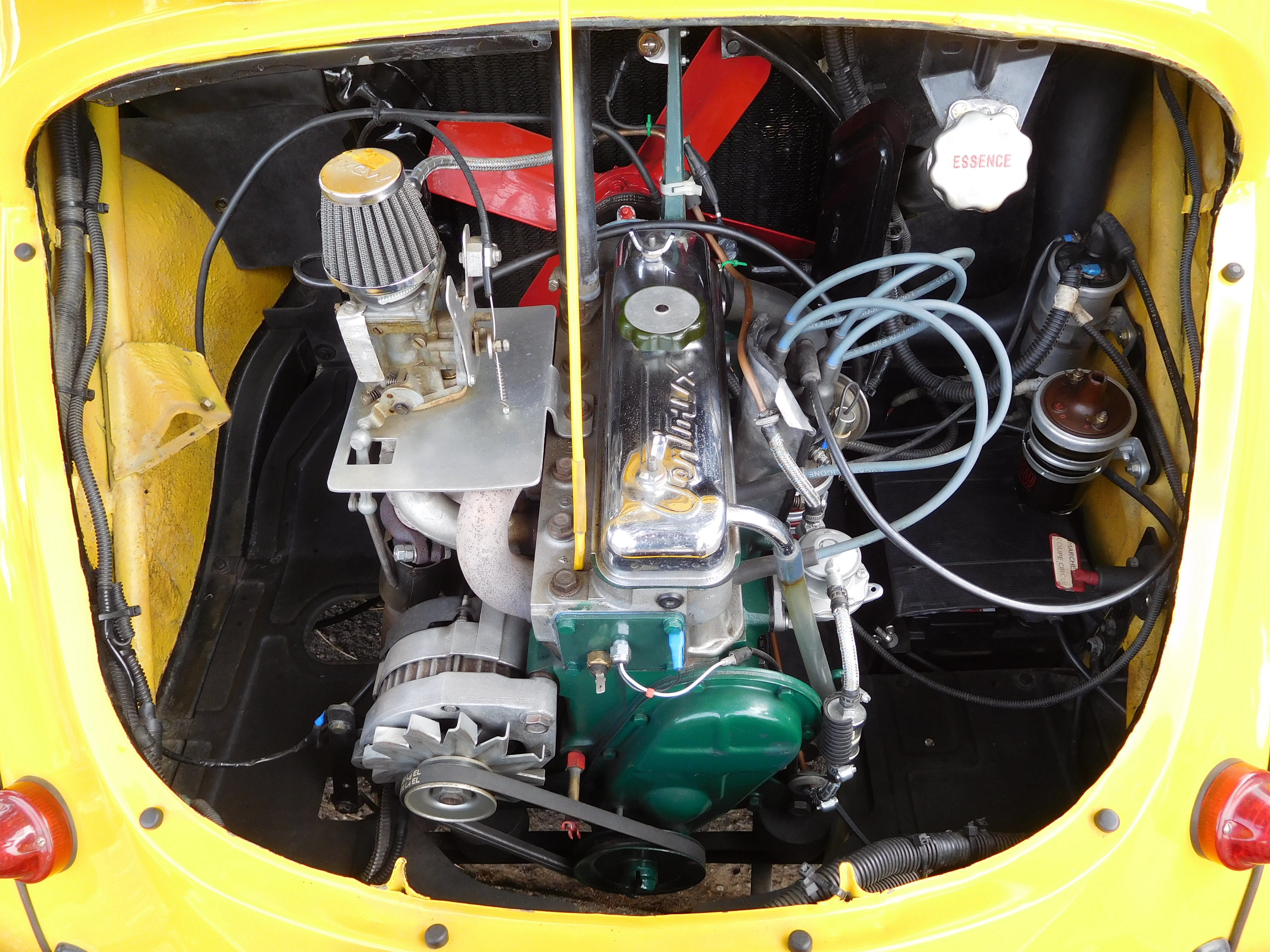
Silnik
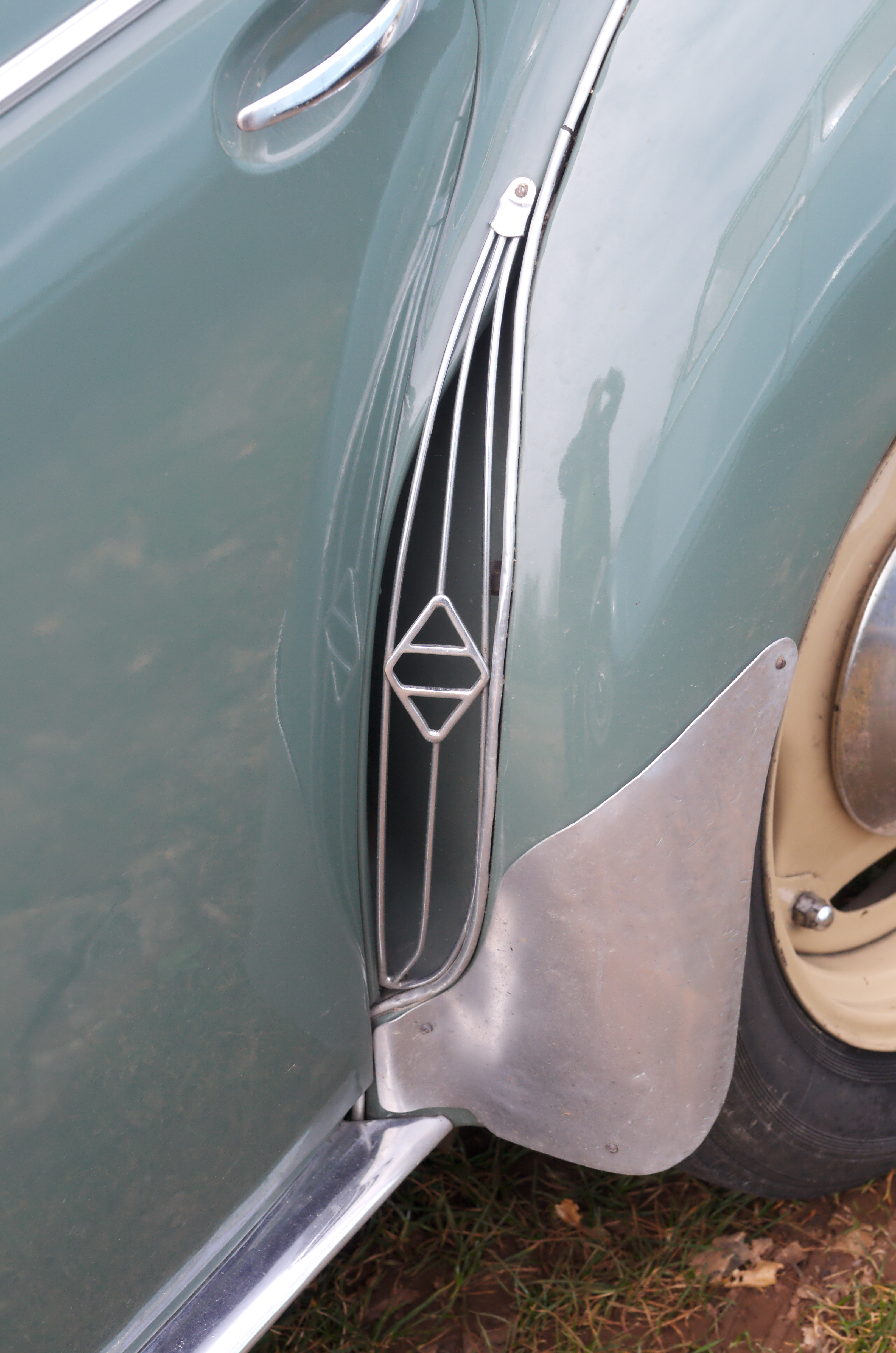
Jeden z dwóch wlotów chłodzenia silnika, umieszczonych po jednym przed tylnymi błotnikami
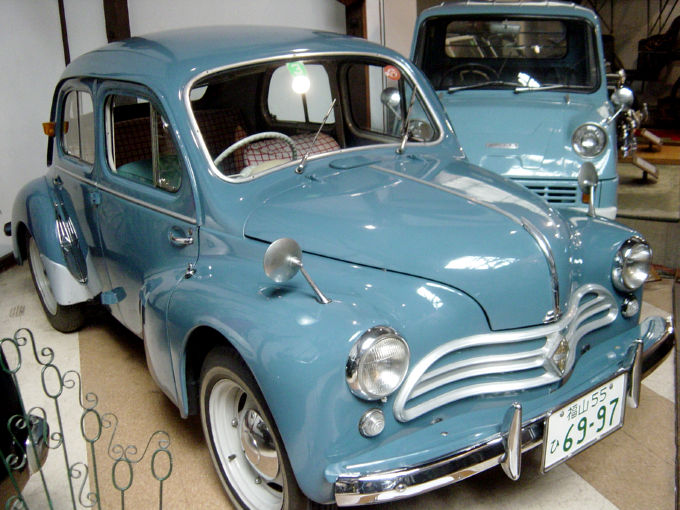
Hino 4CV (wersja japońska)